# Калабро (Палермо)
Калабро је насеље у Италији у округу Палермо, региону Сицилија.
Према процени из 2011. у насељу је живело 12 становника. Насеље се налази на надморској висини од 746 м.